# Annie Servais-Thysen
Annie Servais-Thysen (Xhendremael, 18 juni 1933 ― Luik, 6 april 2022) was een Belgisch parlementslid.

## Levensloop
Servais-Thysen werd beroepshalve landbouwster.
In de jaren '70 trad ze toe tot de Parti Réformateur Libéral en was voor deze partij van 1978 tot 1994 provincieraadslid van Luik. Van 1982 tot 2006 was ze eveneens gemeenteraadslid van Ans. Zowel in de provincieraad van Luik als in de gemeenteraad van Ans werd ze fractievoorzitter van de PRL. In Ans was ze oppositieleider tegen burgemeesters François Heine en Michel Daerden.
In oktober 1995 volgde zij Philippe Monfils, die de overleden PRL-partijvoorzitter Jean Gol opvolgde in het Europees Parlement, op als lid van het Waals Parlement en het Parlement van de Franse Gemeenschap. In 1999 werd ze in beide functies herkozen. Van 1999 tot 2004 was ze secretaris van het Waals Parlement. In 2004 eindigde haar parlementaire loopbaan en in 2006 stopte ze ook als fractievoorzitter van de Mouvement Réformateur in de gemeenteraad en als gemeenteraadslid van Ans.